# Canon EOS M10
Canon EOS M10 là máy ảnh ống kính rời không gương lật được Canon Inc. công bố ngày 13-10-2015.

## Thiết kế
EOS M10 là máy ảnh ống kính rời sử dụng ống kính Canon EF-M. Được coi như phiên bản thu nhỏ của EOS M3 nên M10 không có phần tay cầm bọc cao su, hot shoe cho flash, vòng chọn chế độ, chỉ còn công tắc chuyển 3 chức năng chính là chụp ảnh tĩnh, quay video và chế độ Scene intelligent auto, do đó M10 có hình thức khá giống các mẫu máy compact.  Theo phát ngôn viên của Canon USA thì M10 sử dụng lại cảm biến APS-C của mẫu máy EOS M2.  Đồng thời M10 cũng sử dụng hệ thống lấy nét Hybrid CMOS AF II đã xuất hiện trên M2, thay vì Hybrid CMOS AF III của M3. Tuy vậy, M10 cũng sử dụng bộ xử lý hình ảnh DIGIC 6 giống EOS M3.
Các đặc điểm nổi bật của M10 là màn hình LCD cảm ứng lật 180°, Wi-Fi và NFC tích hợp giúp cho người dùng có thể chuyển ảnh từ máy ảnh sang điện thoại ngay lập tức cũng như có thể sử dụng điện thoại như điều khiển từ xa cho máy ảnh.
Chế độ Creative Assist giúp người dùng có thể tạo ra 6 bức ảnh khác nhau từ ảnh ban đầu. Ngoài ra, máy cũng có chế độ HDR, chụp thức ăn...
Pin của máy là LP-E12. Theo Canon thì trên lý thuyết pin sẽ cho người dùng chụp được 300 ảnh.

## Bán ra
Theo thông cáo báo chí, M10 được bán theo bộ có giá s599,99$ gồm cả ống kính zoom EF-M 15-45mm f/3.5-6.3 IS STM.
Tại Việt Nam, khi mới về, bộ EOS M10 có giá 12,2 triệu VNĐ, ngoài ra người mua sẽ được tặng thêm vỏ ốp máy sọc ngang đen trắng.
Tại thời điểm hiện tại (10-2016), EOS M10 và kit do công ty Lê Bảo Minh phân phối giá đã giảm xuống 8 triệu VNĐ.